# Rejectaria pharusalis
Rejectaria pharusalis là một loài bướm đêm trong họ Noctuidae.